# Salma Eltayeb
Pour les articles homonymes, voir Eltayeb.
Salma Eltayeb , née le 24 mars 2004 au Caire, est une joueuse professionnelle de squash représentant l'Égypte. Elle atteint en février 2025 la 33e place mondiale sur le circuit international, son meilleur classement.

## Biographie
En 2022, elle est finaliste des championnats du monde junior face à Amina Orfi âgée de quinze ans, plus jeune lauréate depuis Nour El Sherbini dans cette compétition ouverte aux joueuses de moins de 19 ans. 

## Palmarès

### Finales
- Championnats du monde junior : 2022